# سانتا ماريا ديل موليز
سانتا ماريا ديل موليز هي بلدية في مقاطعة إزرنية في منطقة مليزة بجنوب إيطاليا.